# Sandra Seeling
 Sandra Seeling  (* 24. August 1983 in Berlin) ist eine deutsche Schauspielerin.

## Leben und Karriere
Als sie zehn Jahre alt war, zogen ihre Eltern mit ihr nach Palma. Sandra Seelings erster schauspielerischer Auftritt war 1999 in der Serie Mallorca – Suche nach dem Paradies.

## Filmografie (Auswahl)
- 1999: Mallorca – Suche nach dem Paradies (Fernsehserie, 3 Folgen)
- 2002: 666 – Traue keinem, mit dem du schläfst!
- 2007: In Case of Emergency (Fernsehserie, 1 Folge)
- 2007: Loveless in Los Angeles
- 2007: CSI: NY (Fernsehserie, 1 Folge)
- 2008: Bachelor Party 2 – Die große Sause (Bachelor Party 2: The Last Temptation)
- 2009: Unter Wasser
- 2009: Brüno
- 2009: Going Down
- 2010: The Paradigm
- 2010: The Gift
- 2010: Group Sex
- 2011: Grief, a Comedy
- 2012: My Mother
- 2012: Fragments
- 2012: The Swamp (Fernsehserie, 1 Folge)
- 2015: Unmatch.com (Fernsehserie, 1 Folge)
- 2015: Journeyman – Der Zeitspringer (Journeyman, Fernsehserie, 1 Folge)
- 2015: Jane the Virgin (Fernsehserie, 1 Folge)
- 2016: Rent-a-Gay (Fernsehserie, 1 Folge)
- 2017: Terms & Conditions (Fernsehserie, 1 Folge)
- 2019: The Wake of Light
- 2019: Something Round (Kurzfilm)